# Руссконское
Руссконское — пресноводное озеро на территории Янегского сельского поселения Лодейнопольского района Ленинградской области.

## Общие сведения
Площадь озера — 1,2 км², площадь водосборного бассейна — 34,4 км². Располагается на высоте 96,2 метров над уровнем моря.
Форма озера продолговатая: оно почти на два километра вытянуто с юго-запада на северо-восток. Берега каменисто-песчаные, преимущественно возвышенные.
С восточной стороны в Руссконское впадает ручей без названия, вытекающий из Сяксозера. С юго-востока — вытекает река Ягрема, впадающая с правого берега в реку Шапшу, впадающую, в свою очередь, в реку Оять, левый приток Свири.
В озере расположено не менее пяти безымянных островов различной площади, сосредоточенных возле южного берега водоёма.
На южном берегу водоёма располагается деревня Руссконицы, через которую проходит дорога местного значения 41К-639 («Комбаково — Шапша — Печеницы»).
Код объекта в государственном водном реестре — 01040100811102000015890.